# Uranophora felderi
Uranophora felderi är en fjärilsart som beskrevs av Hans Zerny 1912. Uranophora felderi ingår i släktet Uranophora och familjen björnspinnare. Inga underarter finns listade i Catalogue of Life.